# Ritoznoj
Ritoznoj este o localitate din comuna Slovenska Bistrica, Slovenia, cu o populație de 210 locuitori.